# Santiago de Chile
För andra betydelser, se Santiago.
Santiago de Chile, oftast kallat enbart Santiago, är Chiles huvudstad. Själva kommunen har endast cirka 400 000 invånare, medan hela storstadsområdet omfattar lite fler än 6 miljoner invånare.
Santiago de Chile anses vara en världsstad som beta-stad med 6 poäng, och räknas ha Latinamerikas tredje bästa levnadsstandard efter Buenos Aires och Montevideo.
På grund av att Santiago ligger i bergskedjan Anderna får staden inte tillräckligt med vind och därmed blir det mycket luftföroreningar, mest under vintern, men det är även ett problem under sommarmånaderna. För att i viss mån hindra att luftföroreningarna blir högre har man infört trafikrestriktioner.

## Historia
Santiago grundades av Pedro de Valdivia den 12 februari 1541 vid Mapochofloden under namnet Santiago de Nueva Extremadura. Invigningsceremonin hölls på berget Huelén, som senare döptes om till Cerro Santa Lucía. Valdivia valde Santiagos läge på grund av dess milda klimat och enkelheten att försvara platsen - Mapochofloden delas i två floder och sammanförs längre ner, och bildar därmed en ö.
Staden förstördes 11 september 1541 av Mapuchestyrkor ledda av hövding Michimalonco, under Araucokriget.

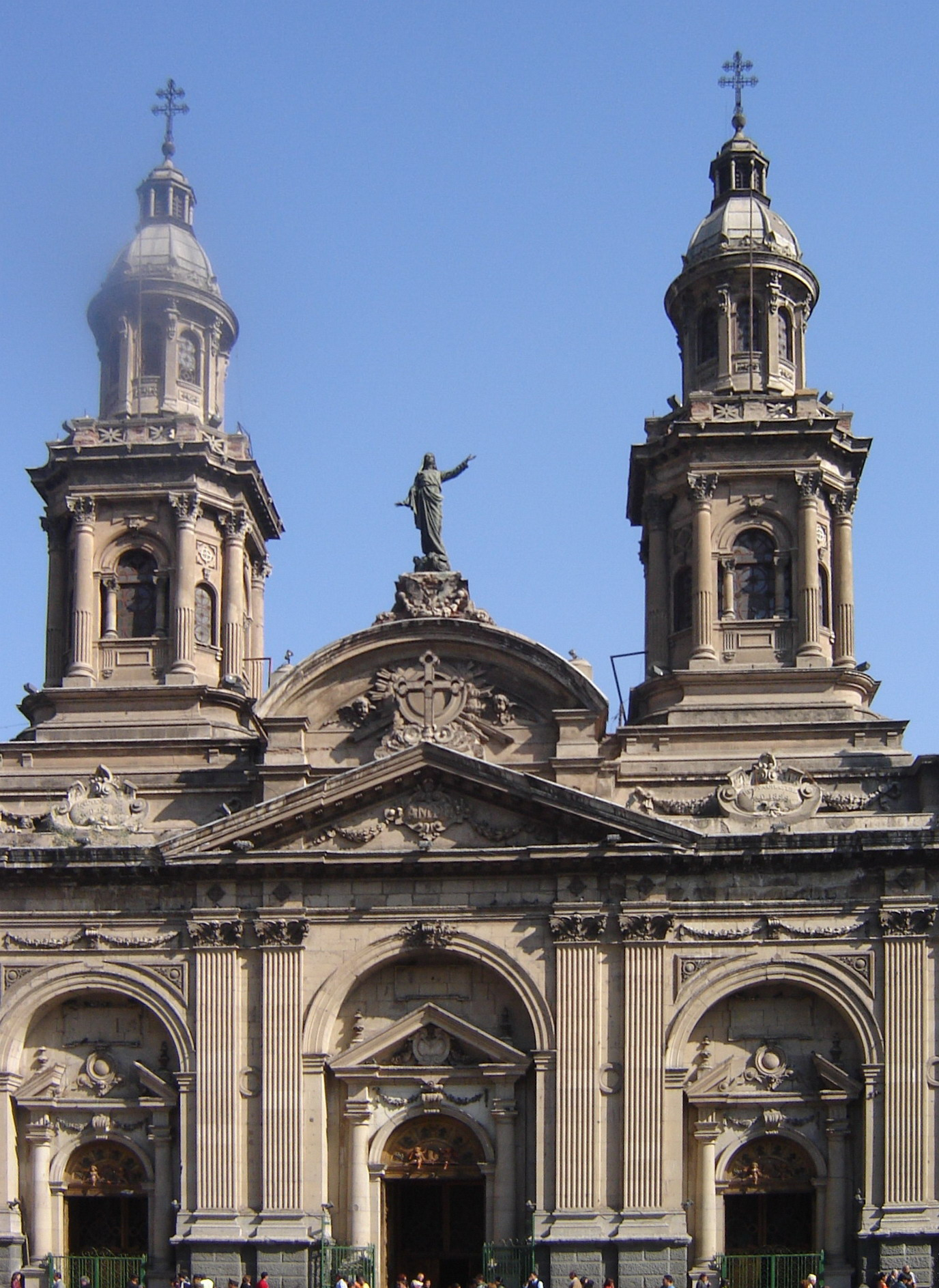
Katedralen i Santiago

De första byggnaderna uppfördes med hjälp av urinvånarna, picuncheindianerna. Den södra banken av Mapochofloden dränerades senare och förvandlades till en promenad, känd som Alameda (numera Avenida Alameda Libertador Bernardo O'Higgins). Staden skadades lindrigt under det chilenska befrielsekriget (1810–1818), under slaget vid Maipú som ägde rum sydväst om staden. Santiago blev huvudstad 1818.
Under det tidiga 1800-talet var Santiago en liten stad med få byggnader förutom Palacio de La Moneda, som användes som myntverk under den spanska perioden, samt några få kyrkor och myndighetsbyggnader. Kyrkan Compañía de Jesús brann ner under en ceremoni 1863, då 2 000 människor omkom i en av de största bränderna i modern historia.

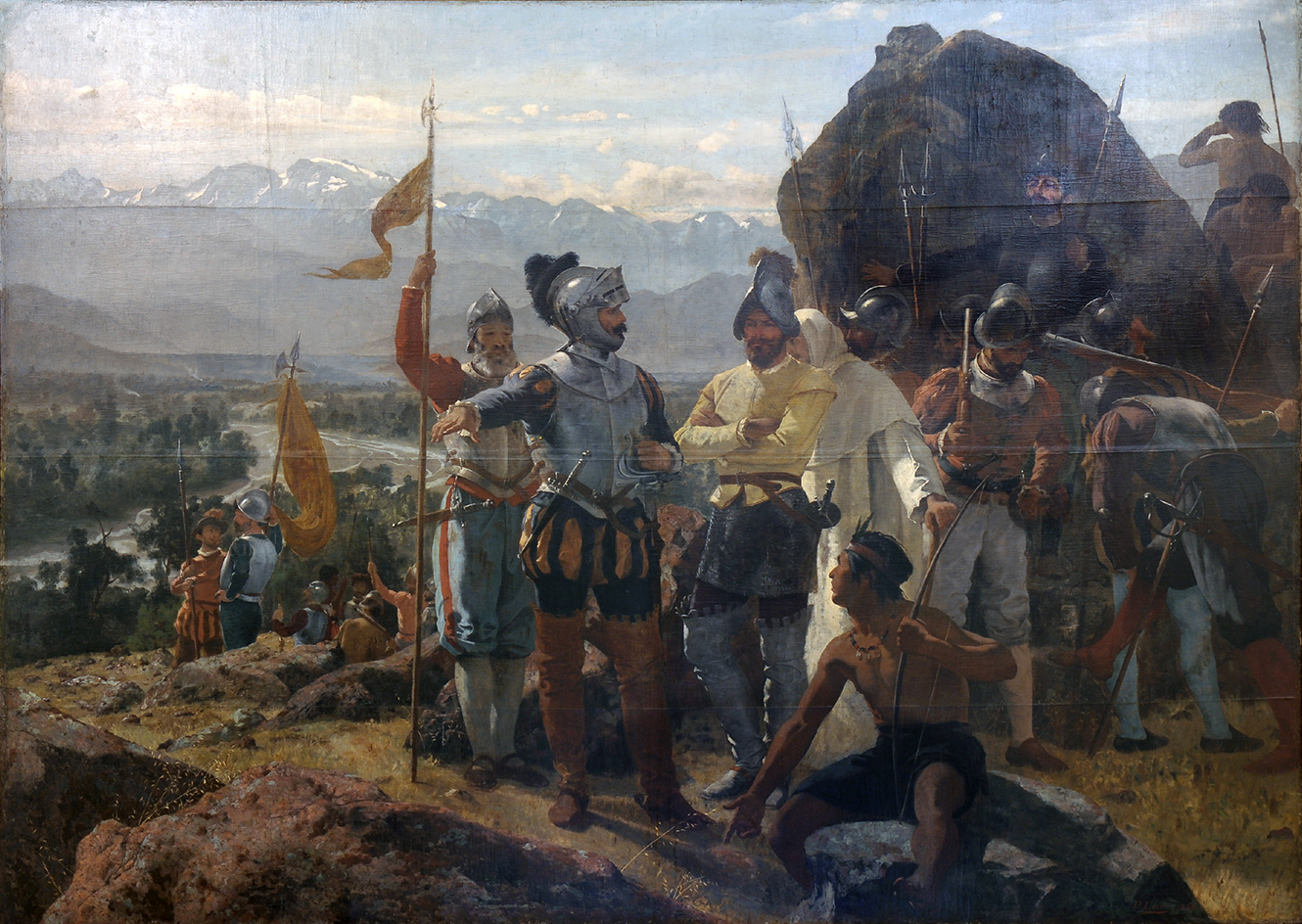
Pedro de Valdivias grundande av Santiago av Pedro Lira (1889)

Under 1880-talet skapade framtagningen av nitratgödning i norra Chile framgångar för landet och bidrog till huvudstadens utveckling. Viktiga landmärken byggdes 1910 under 100-årsjubileet av befrielsen från Spanien, som till exempel Chiles nationalbibliotek och De sköna konsternas museum.
Santiago började att förvandlas till en modern stad under 1930-talet genom byggandet av Barrio Cívico, som omger Palacio de La Moneda. Staden växte även befolkningsmässigt tack vare invandring från södra och norra Chile. 
1975 invigdes Santiago de Chiles tunnelbana som blev mycket viktig för staden.
1985 förstörde en jordbävning historiskt viktiga byggnader i de centrala delarna av Santiago.
Santiago anses vara det näst viktigaste finansiella centrumet i Latinamerika efter São Paulo.

## Klimat
Santiago har ett milt medelhavsklimat med relativt heta somrar mellan november och mars då temperaturen ofta når upp till 30 grader. Under vintrarna mellan juni och augusti ökar luftfuktigheten och de högsta temperaturerna brukar då ligga på omkring 12 grader. Som lägst är temperaturen strax över noll grader. I höglänta områden förekommer snöfall på vintrarna. Den genomsnittliga nederbörden är 358 millimeter per år.
| Genomsnittlig högsta dagstemperatur (°C) | 29 | 28 | 25 | 19 | 14 | 12 | 11 | 13 | 15 | 20 | 24 | 28 |
| Genomsnittlig lägsta dagstemperatur (°C) | 14 | 14 | 10 | 7  | 5  | 3  | 2  | 4  | 6  | 7  | 9  | 11 |
| Genomsnittlig nederbörd (mm)             | 0  | 3  | 5  | 23 | 58 | 79 | 86 | 53 | 38 | 13 | 5  | 5  |
| Källa: Weather.co.uk Climate Statistics  |    |    |    |    |    |    |    |    |    |    |    |    |

Inversion orsakar höga nivåer av smog och luftföroreningar och är koncentrerad till den centrala dalen (Valle Central de Chile) under vintermånaderna. Under 1990-talet minskade luftföroreningarna med en tredjedel, men sedan 2000 har minskningen avstannat.
Mapochofloden som korsar staden från nordost till sydväst i Valle Central de Chile förorenas av industri- och hushållsavfall som kastas osorterat i floden, och uppströms av koppargruvor som ligger i Anderna i östra Santiago. Det finns sedan 2006 en lag som tvingar industrier och lokala styren att ta hand om allt avfallsvatten. Det finns nu flera reningsverk och återvinningsanläggningar under uppbyggnad. Det finns även planer på att rena floden och att göra den farbar.
Ljudnivåerna på de stora gatorna är höga, mest på grund av högljudda dieselbussar. Dieseldrivna lastbilar och bussar är även stora orsaker till smogen på vintern. En lång process för byte av bussystemet (Transantiago) påbörjades 2005 och pågick till 2010.

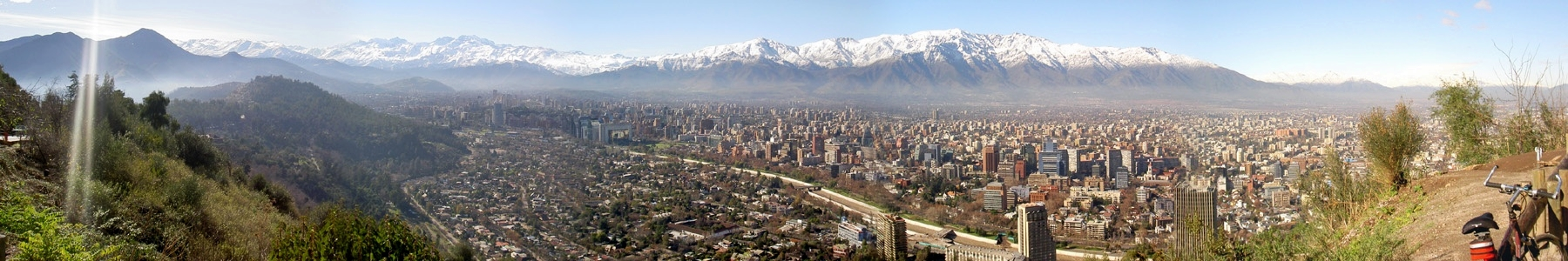
Panoramabild över östra Santiago de Chile 2003.

## Demografi
Befolkningen i Santiagos storstadsområde växte från 0,982 miljoner 1940 till 2,82 miljoner 1970 och 4,75 miljoner 1992. Folkmängden i storstadsområdet uppgick till 6,1 miljoner invånare vid folkräkningen 2017.
Merparten av Santiagos befolkning är mestiser men många santiagobor har europeiska rötter och härstammar från de invandrare som under 1800-talet och 1900-talet kom till Chile. De första som kom var spanjorer, tyskar, schweizare och engelsmän. Senare följdes de av italienare, irländare och kroater.
Eftersom Chile under senare år har haft en god ekonomisk tillväxt söker sig många av invånarna i grannländerna till Santiago på jakt efter arbete. Den största invandringsgruppen utgörs av peruaner men även många bolivianer, argentinare och ecuadorianer bor och arbetar i Chiles huvudstad.

### Kommunen
Centrala Santiago utgörs av kommunen Santiago, som i förhållande till storstadsområdets utbredning endast omfattar en liten del av detta. Kommunens yta täcker 23,20 kvadratkilometer och den hade 404 495 invånare vid folkräkningen år 2017. Kommunen är underordnad provinsen Santiago som i sin tur är underordnad i regionen Santiago. Santiagos kommun administreras av Municipalidad de Santiago som är en självstyrande enhet med egen borgmästare och fullmäktige. Den omfattar de äldsta delarna av stora Santiago inklusive centrum och alla stora statliga byggnader, bland annat regeringspalatset La Moneda.

### Staden och storstadsområdet
Det man oftast menar med "staden" Santiago omfattar ett betydligt vidare område än den centrala kommunen. Den formella definitionen av Santiagos storstadsområde (Gran Santiago) omfattar delar i provinsens samtliga 32 kommuner, samt sträcker sig även in i provinserna Cordillera, Maipo och Talagante. Invånarantalet för området var 6 139 087 vid folkräkningen 2017. Den totala ytan är 811,52 kvadratkilometer, och omfattar även några större förorter, bland annat Puente Alto och San Bernardo.

## Geografi
Avenida Libertador General Bernardo O'Higgins, vardagligen La Alameda, är huvudgatan i Santiago. Den är 15 kilometer lång. Gatan är namngiven efter Bernardo O'Higgins, som är en nationalhjälte i Chile. Santa Lucia hill ligger också i Santiago.

## Ekonomi
Santiago är det industriella och finansiella centrumet i Chile och genererar 45 procent av landets BNP. Staden är tillsammans med Buenos Aires och São Paulo Sydamerikas finansiella centrum. En del internationella organisationer, som till exempel ECLAC, har sina huvudkontor i Santiago. På senare år har, tack vare Chiles starka ekonomi, många multinationella företag valt att ha sina regionala huvudkontor i Santiago, som till exempel HP, Reuters, JP Morgan, Intel, Coca-Cola, Unilever, Nestlé, Kodak, BHP Billiton, IBM, Motorola, Microsoft, Ford, Yahoo! och många fler.

## Politisk indelning
Storstadsområdet täcker helt eller delvis 38 kommuner, där de flesta ligger inom provinsen med samma namn.
Provinsen Santiago är indelad i 32 kommuner (comunas). Varje kommun leds av en borgmästare (alcalde) som väljs vart fjärde år. Medlemmarna i kommunrådet (concejales) väljs separat i samma omröstning.
| \| \| Cerrillos \| \| Las Condes \| \| Pudahuel \| \| \| Cerro Navia \| \| Lo Barnechea \| \| Puente Alto \| \| \| Conchalí \| \| Lo Espejo \| \| Quilicura \| \| \| El Bosque \| \| Lo Prado \| \| Quinta Normal \| \| \| Estación Central \| \| Macul \| \| Recoleta \| \| \| Huechuraba \| \| Maipú \| \| Renca \| \| \| Independencia \| \| Ñuñoa \| \| San Bernardo \| \| \| La Cisterna \| \| Padre Hurtado \| \| San Joaquín \| \| \| La Florida \| \| Pedro Aguirre Cerda \| \| San Miguel \| \| \| La Granja \| \| Peñalolén \| \| San Ramón \| \| \| La Pintana \| \| Pirque \| \| Santiago \| \| \| La Reina \| \| Providencia \| \| Vitacura \| | Mapa de Santiago y sus comunas |  |                     |  |               |
| | Cerrillos                      |  | Las Condes          |  | Pudahuel      |
| | Cerro Navia                    |  | Lo Barnechea        |  | Puente Alto   |
| | Conchalí                       |  | Lo Espejo           |  | Quilicura     |
| | El Bosque                      |  | Lo Prado            |  | Quinta Normal |
| | Estación Central               |  | Macul               |  | Recoleta      |
| | Huechuraba                     |  | Maipú               |  | Renca         |
| | Independencia                  |  | Ñuñoa               |  | San Bernardo  |
| | La Cisterna                    |  | Padre Hurtado       |  | San Joaquín   |
| | La Florida                     |  | Pedro Aguirre Cerda |  | San Miguel    |
| | La Granja                      |  | Peñalolén           |  | San Ramón     |
| | La Pintana                     |  | Pirque              |  | Santiago      |
| | La Reina                       |  | Providencia         |  | Vitacura      |

## Byggsektorn
Byggsektorn i Santiago har en högkonjunktur. Flera stora byggnader byggs i hela staden och byggkranar är en vanlig syn. År 2006 byggdes Costanera Center, ett stort projekt i Santiagos finansdistrikt som består av ett 280 000 kvadratmeter stort köpcentrum, två kontorsbyggnader som båda är 170 meter höga och ett hotell som är 105 meter högt. Då det stod klart 2010 var det den största byggnaden i Sydamerika. Nära Costanera Center byggs en annan skyskrapa, Titanium La Portada, som kommer att bli 190 meter hög. Även om dessa är de största byggprojekten så byggs många andra kontorsbyggnader i Santiago, liksom hundratals höga bostadsbyggnader.

## Transport
Santiagos trafikflygplats heter Comodoro Arturo Merino Benítez internationella flygplats. Den största järnvägsstationen heter Estación Central.

### Metro
Santiagos Metro är ett modernt underjordiskt transportmedel invigt 1975.
Tunnelbanan med sina fem linjer har varit utsatt för stora påfrestningar sedan projektet Transantiago som har till syfte att förbättra och effektivisera kollektivtrafiken i staden inleddes i februari 2007.[källa behövs]